# Élections municipales de 2020 à Issy-les-Moulineaux
 (signalé en août 2025).
Si vous disposez d'ouvrages ou d'articles de référence ou si vous connaissez des sites web de qualité traitant du thème abordé ici, merci de compléter l'article en donnant les références utiles à sa vérifiabilité et en les liant à la section « Notes et références ».
- Archive Wikiwix
- Bing
- Cairn
- DuckDuckGo
- E. Universalis
- Gallica
- Google
- G. Books
- G. News
- G. Scholar
- Persée
- Qwant
- (zh) Baidu
- (ru) Yandex
- (wd) trouver des œuvres sur Wikidata

Pour un article plus général, voir Élections municipales françaises de 2020.
Les élections municipales françaises de 2020 à Issy-les-Moulineaux  ont lieu le 15 mars 2020.

## Résultats
- Maire sortant : André Santini (UDI)

|                           | André Santini*   | UDI-LREM-LR-MoDem      | 10 301 | 60,26  | 40 | 1 |  |  |
| Issy, ensemble !          |                  |                        | 10 301 | 60,26  | 40 | 1 |  |  |
|                           | Laurent Pieuchot | EÉLV-G·s-PCF-LFI-ND-GE | 2 405  | 14,07  | 3  | 0 |  |  |
| Collectif Écolo et Social |                  |                        | 2 405  | 14,07  | 3  | 0 |  |  |
|                           | Damien Baldin    | PS-PRG-GRS             | 2 212  | 12,94  | 3  | 0 |  |  |
| Issy s'engage             |                  |                        | 2 212  | 12,94  | 3  | 0 |  |  |
|                           | Martine Vessière | DVD                    | 2 176  | 12,73  | 3  | 0 |  |  |
| Vivre Issy pleinement     |                  |                        | 2 176  | 12,73  | 3  | 0 |  |  |
|                           |                  |                        |        |        |    |   |  |  |
| Inscrits                  | Inscrits         | Inscrits               | 45 058 | 100,00 |    |   |  |  |
| Abstentions               | Abstentions      | Abstentions            | 27 602 | 61,26  |    |   |  |  |
| Votants                   | Votants          | Votants                | 17 456 | 38,74  |    |   |  |  |
| Blancs et nuls            | Blancs et nuls   | Blancs et nuls         | 362    | 2,07   |    |   |  |  |
| Exprimés                  | Exprimés         | Exprimés               | 17 094 | 97,93  |    |   |  |  |